# Yalpa dalcahue
Yalpa dalcahue är en fjärilsart som beskrevs av Frederick H. Rindge 1986. Yalpa dalcahue ingår i släktet Yalpa och familjen mätare. Inga underarter finns listade i Catalogue of Life.